# Castillo de Villarejo de Salvanés
El castillo de Villarejo de Salvanés está situado en el municipio homónimo, en la zona suroriental de la Comunidad de Madrid (España). Forma parte del Conjunto Histórico-Artístico de esta villa, según la declaración de 1974.
A pesar de que solo se conserva la torre del homenaje, constituye una muestra arquitectónica única en España, al disponer los cubillos agrupadamente en los lados y no en las aristas, como es habitual en la arquitectura militar española. 
Actualmente, se encuentra restaurado y puede visitarse su interior.

## Historia

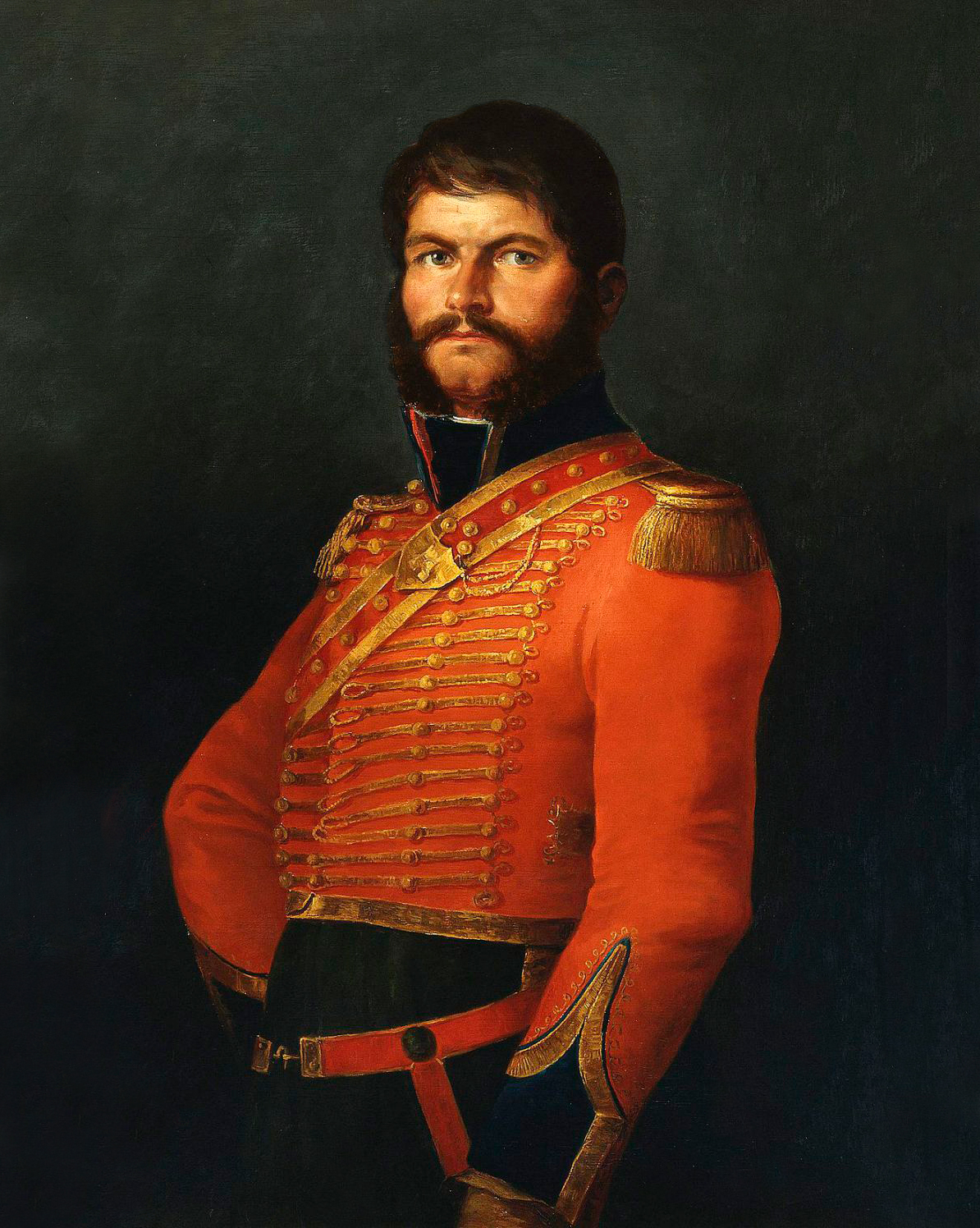
Retrato de Juan Martín Díez, El Empecinado, por Francisco de Goya. Este militar estuvo refugiado en el castillo de Villarejo de Salvanés

No hay consenso a la hora de establecer la fecha de fundación de este castillo. Algunas hipótesis sostienen que fue construido en el siglo XIII para reforzar las conquistas cristianas de la zona de influencia del Tajo, arrebatadas en los siglos anteriores a Al-Ándalus.
Esta teoría cobra peso si se tiene cuenta que el castillo de la Alfariella o de la Alarilla, una fortaleza de origen musulmán localizada en el cercano pueblo de Fuentidueña de Tajo, fue totalmente destruido durante la Reconquista. Ante la imposibilidad de ocupar esta plaza, los cristianos se vieron obligados a levantar una fortificación próxima, que consolidara sus posiciones en los territorios conquistados.
Otras teorías establecen un origen anterior al siglo XIII e, incluso, algunos investigadores aventuran que el edificio medieval que ha llegado hasta nuestros días puede asentarse sobre los restos de una primitiva fortaleza romana.
Al margen de ello, sí parece cierto que el castillo de Villarejo de Salvanés formaba parte del sistema defensivo que protegía el paso por el antiguo Camino de Toledo (o Toledano), así como por la llamada Senda Galiana (calzada romana que enlazaba la Galia e Hispania, en uso durante la Edad Media).
El castillo de Villarejo de Salvanés fue sede del Tribunal Especial de las Órdenes Militares y, en el siglo XIX, acogió como refugiado a El Empecinado, además de convertirse en el punto de origen de uno de los fracasados levantamientos del Juan Prim.

## Características
En las Relaciones de Felipe II, de 1575, se describía al castillo de Villarejo de Salvanés como una fortaleza con buen aposento, con arcos de canterías y mármoles de Génova. Se hacía mención expresa a su torre, de la que se destacaba su altura, su adarve y sus cubillos de cal y canto.
La torre del homenaje es el único elemento del edificio que se conserva actualmente. Fue construida siguiendo el modelo de arquitectura militar de las provincias de Madrid y Toledo, caracterizado por la agrupación de los cubillos (o torrecillas cilíndricas), que aparecen adosados al conjunto principal.
Su rasgo más singular, único en las fortificaciones españolas, es que no están situados en las esquinas de la torre, sino en sus lados, en orden de tres por cada uno de ellos.
La torre tiene cuatro plantas y está rematada con matacanes simulados. La práctica ausencia de vanos es otra de sus característica, con la excepción de unas ventanas resaltadas con sillares. Está construida en sillarejo y la argamasa utilizada es la cal.
El castillo pertenece al Ayuntamiento de Villarejo de Salvanés. Está integrado dentro del Conjunto Histórico-Artístico de este pueblo, junto con la Iglesia de San Andrés y la Casa de la Tercia, según la declaración de 1974.